# Quikjet Cargo
Quikjet Cargo Airlines Private Limited is een goederenluchtvartmaatschappij, met als thuishaven Bangalore, India. Het is opgericht om onder andere meer concurrentie te bieden aan andere goederenluchtvaartmaatschappijen zoals Blue Dart Aviation.

## Geschiedenis
Quikjet Cargo is opgericht door Cardinal Aviation Pte Ltd (Singapore) en AFL Private Limited (Mumbai), met de Tata-groep die ook nog aandelen in het bedrijf heeft. Het bedrijf begint in juni 2008 met het uitvoeren van vluchten.

## Vloot
| Vliegtuig          | Totaal | Routes                                  | Notities                                                          |
| ------------------ | ------ | --------------------------------------- | ----------------------------------------------------------------- |
| Boeing 737-3M8(SF) | 3      | Binnenlandse en internationale vluchten | Een is al geleverd, twee ondergaan nog een spuitbeurt (juni 2008) |

## Bestemmingen
Quikjet Cargo begint met het vliegen van binnenlandse vluchten, later komen er ook vluchten naar het Midden-Oosten en Azië met Boeing 757's.
Quikjet Cargo opereert alle vluchten van de luchthaven van Bangalore naar:
India
- Bangalore (Bengaluru International Airport) 'Hub'
- Delhi (Indira Gandhi International Airport)
- Mumbai (Chhatrapati Shivaji International Airport)
- Chennai (Chennai International Airport)